# Koloman Haslinger
Koloman Haslinger (* 30. Juni 1889 in Puszta-Kerepecs bei Munkacs, Komitat Bereg, Königreich Ungarn; † 9. März 1944 in Wien) war ein österreichischer Urologe und Nationalsozialist.

## Leben
Haslinger war Sohn eines Wirtschaftsbeamten der Schönborn (Adelsgeschlecht). Er besuchte 1901–1909 das Gymnasium in Stockerau, Niederösterreich. Nach der Matura studierte er ab 1909 an der Medizinischen Fakultät der Universität Wien. Am 19. Dezember 1914 wurde er zum Dr. med. promoviert. Gleich danach zog er in der Gemeinsamen Armee in den Ersten Weltkrieg. Er kämpfte 36 Monate an der Kriegsfront und erhielt mehrere Auszeichnungen. Ab Dezember 1917 leitete er das Zentralspital für Venerische Krankheiten in Stryj, Ostgalizien. Am 1. Dezember 1918 trat er als Operationszögling in den Dienst der II. Chirurgischen Klinik. Ihr Direktor Julius Hochenegg hatte sich als erster Chirurg in Wien für Urologie habilitiert und die erste Station für dieses (jüdisch dominierte) Fach eingerichtet. In jener Zeit wurde Haslinger Corpsschleifenträger der Hansea Wien, die am 1. Juli 1922 desselben Jahres in den Kösener Senioren-Convents-Verband recipiert worden war. Als klinischer Assistent und Facharzt für Chirurgie leitete er vom 1. August 1923 bis zum 31. Juli 1931 die urologische Station der Klinik. Das 1927 gestellte Habilitationsansuchen wurde 1929 abgelehnt. Hans Rubritius hatte die Habilitationsschrift sehr positiv beurteilt, die Habilitationskommission mit 9 zu 1 für die Habilitation gestimmt. Als der Antrag am 12. Juni 1929 im Professorenkollegium zur Verhandlung kam, musste Hochenegg die Sitzung wegen „plötzlichen Unwohlseins“ verlassen. Auf Antrag des Embryologen Alfred Fischel (der 1924–1926 Dekan gewesen war) wurde das
Gesuch abgelehnt. Am 1. August 1931 übernahm Haslinger die Leitung der urologischen Station am Wiedner Spital.
Haslinger war nach eigener Aussage 1934 der illegalen NSDAP beigetreten, regulär schloss er sich der Partei zum 1. Mai 1938 an (Mitgliedsnummer 6.201.678). Er war seit dem 15. März 1933 Beisitzer im Gau Wien des Vereins deutscher Arzte in Österreich. In der Deutschen Gesellschaft für Urologie war er seit 1924 bzw. 1926 Mitglied des Wirtschaftsausschusses (für Österreich bzw. die deutschsprachigen Gebiete der ehemaligen Österreichisch-Ungarischen Monarchie), der dem Vorstand angegliedert war.
Am 18. Jänner 1941 unterzeichnete Haslinger als Gesellschafter der Wiener Privat-Klinik Gesellschaft mit beschränkter Haftung den Kaufvertrag der von der Stadt Wien nach dem Anschluss Österreichs entzogenen Liegenschaft Pelikangasse 15 mit dem darauf befindlichen S. C. Childs-Spital. Auf sein neuerliches Ansuchen von 1940 wurde ihm 1941 der Titel Dr. med. habil. verliehen. Damit verbunden war die Ernennung zum Dozenten für Urologie. 1943 ersuchte er um die (vorzeitige) Ernennung zum apl. Professor. Sie erfolgte 1944 an seinem Todestag durch den Reichsminister Bernhard Rust. Vor seinem 55. Geburtstag erlag er einer Herzerkrankung. Wolfgang Denk, im Besetzten Nachkriegsösterreich Rektor der Universität Wien und Präsident der Gesellschaft der Ärzte in Wien, sah in Haslinger „einen der führenden Urologen Wiens“.

„Er hat viele ausgezeichnete wissenschaftliche Arbeiten veröffentlicht, auf Grund deren er, aus äußeren Gründen reichlich verspätet, erst vor wenigen Jahren zum Docenten für urologische Chirurgie ernannt wurde. ... Neben seiner wissenschaftlichen Tätigkeit widmete sich Haslinger mit Begeisterung der Lehrtätigkeit. ... Selbstlose Pflichttreue, Wahrhaftigkeit und Aufopferung für seine Kranken, Adel der Gesinnung und Lauterkeit des Charakters waren die Grundzüge seines Wesens.“